# آيانار
آيانار (بالإنجليزية: Aiyanar)‏، هو إله هندوسي كُرِّم في جنوب الهند وسريلانكا. عبادته منتشرة بين الشعوب الدرفيدية. تشير بعض الدراسات إلى أن آيانار ربما كان يُعبد أيضًا في دول جنوب شرق آسيا في الماضي. ويُعبد في المقام الأول كواحد من آلهة الوصاية الشعبية لتاميل نادو. عادة ما تكون معابد أيانار في الريف محاطة بتماثيل عملاقة وملونة له ورفاقه يمتطون الخيول أو الأفيال.